# Distretto di Jehanabad
Jehanabad è un distretto dell'India di 1 511 406 abitanti, che ha come capoluogo Jehanabad.